# Apple TV
Apple TV é um reprodutor de mídia digital produzido pela Apple Inc.. O nome do produto e o início das vendas online da Apple TV de 1ª geração foram anunciados por Steve Jobs durante a Feira MacWorld 2007 em San Francisco no dia 9 de janeiro de 2007. O Apple TV é um equipamento de streaming de mídia digital onde é possível alugar filmes em qualidades SD e HD diretamente pelo aparelho através do iTunes. Também é possível assistir filmes da Netflix, YouTube, Vimeo, Flickr, entre outros, além de poder visualizar, sem fio (via wireless), vídeos e fotos contidos num iPod Touch, iPhone ou iPad e até mesmo conteúdo de um PC ou Mac com iTunes 10.7 ou superior através do AirPlay. No caso de aparelhos iPhone 4S e iPad 2 ou posterior, é também possível espelhar a tela do aparelho.

## História

### 1ª geração
A Apple TV foi anunciada como um projeto em andamento chamado de “iTV” no dia 12 de setembro de 2006, utilizando uma interface modificada do Front Row que podia ser controlada com o Apple Remote. A Apple deu início à pré-venda da Apple TV em 9 de janeiro de 2007. O nome “iTV” seria originalmente utilizado para manter o aparelho na mesma linha dos seus iDevices (como o iMac, iPod, etc), mas não foi utilizado porquê a rede de televisão britânica ITV já possuía os direitos de uso do nome no Reino Unido e ameaçou a processar a Apple, caso ela utilizasse o nome para o seu produto.
Apple TV começou a ser comercializada em 21 de março de 2007 com um disco rígido de 40 GB. A Apple lançou um modelo de 160 GB em 31 de maio de 2007; A versão de 40 GB teve a sua comercialização encerrada no dia 14 de setembro de 2009.
Em 15 de janeiro de 2008, uma grande (e gratuita) atualização de software foi anunciada, que fez com que a Apple TV se tornasse um dispositivo independente (stand-alone) que não precisava de um computador rodando o iTunes no Mac OS X ou Windows para transmitir ou sincronizar os conteúdos para ele, deixando boa parte do disco rígido da Apple TV sem nenhuma utilidade. A atualização também permitiu a capacidade de alugar e comprar os conteúdos da iTunes Store diretamente no dispositivo, assim como o download de podcasts e a transmissão de fotos armazenadas no MobileMe (na época, conhecido como .Mac) e pelo Flickr.
No dia 10 de julho de 2008, a Apple anunciou o aplicativo iTunes Remote na App Store, e a atualização de software da Apple TV 2.1 que adicionou o reconhecimento do iPhone e do iPod Touch como dispositivos de controle remoto via software, sendo uma alternativa para o Apple Remote. Outras atualizações foram lançadas para a Apple TV, iTunes e o aplicativo Remote que passou a ganhar o suporte ao iPad, e outros novos recursos foram adicionados junto com o iTunes.
Em 9 de setembro de 2015, a Apple oficialmente classificou a Apple TV de 1ª geração como um dispositivo obsoleto/antigo, o que significa que os proprietários da primeira geração do aparelho não receberão qualquer tipo de serviço para os seus dispositivos a partir dessa data.

### 2ª e 3ª geração
A segunda geração da Apple TV foi anunciada em 1 de setembro de 2010. O aparelho passou a ser uma pequena caixa preta, com ¼ do tamanho comparado com a 1ª geração. O novo modelo deixou de ter um disco rígido e passou a ter um armazenamento interno (memoria flash) de 8 GB, o suficiente para um armazenamento de cache; todo o conteúdo de mídia passou a ser transmitido, ao invés de ser sincronizado. O dispositivo também podia transmitir os conteúdos alugados do iTunes e vídeos a partir de computadores ou dispositivos iOS via AirPlay. Todo conteúdo é recebido através de fontes locais ou online.
Em julho de 2011, a Apple descontinuou a interface Front Row.
No dia 7 de março de 2012, junto com o lançamento do iPad de terceira geração, o CEO da Apple Tim Cook, anunciou a terceira geração da Apple TV. O novo modelo era praticamente idêntico ao da 2ª geração e passou a ter um processador single-core Apple A5. Também passou a suportar a transmissão de conteúdo com resolução 1080p do iTunes e do Netflix. Em 28 de janeiro de 2013, a Apple lançou a 3ª geração “Rev A” que incluiu apenas algumas mudanças no seus componentes internos.
No dia 9 de março de 2015, a Apple reduziu o preço da Apple TV de 3ª geração (Rev A) para US$69.

### 4ª geração
No dia 9 de setembro de 2015, a Apple anunciou a quarta geração da Apple TV, que começou a ser vendida em outubro de 2015. Essa é a primeira grande mudança da plataforma desde o lançamento da segunda geração da Apple TV em 1 de setembro de 2010. Tim Cook entrou no palco e disse “O futuro da televisão está nos aplicativos”. Ele também afirmou que a Apple TV precisava de um SO mais moderno. Comparando o seu design com os modelos de 2ª e 3ª geração, o aparelho ficou um pouco mais alto do que os seus antecessores. O controle remoto da 4ª geração trouxe um novo controle remoto com interface touch permitindo que o usuário controle e selecione as funções da sua Apple TV, arrastando o dedo na superfície sensível ao toque, substituindo o uso dos botões direcionais do controle antigo. O novo controle também passou a ter um sensor de movimento, bateria recarregável (com entrada Lightning para recarregar o controle) e suporte integrado a Siri. O botão da Siri permite acessar várias funções como procurar conteúdos em vários provedores, acessar informações adicionais do filme e controlar o conteúdo exibido.
A 4ª geração também usa um novo sistema operacional chamado de tvOS que tem uma App Store associada, permitindo o download de aplicativos de terceiros de vídeo, áudio, jogos e entre outros tipos de conteúdo – inicialmente com a disponibilidade limitada de alguns desenvolvedores mas em breve outros irão lançar mais apps utilizando as novas APIs. Um requisito mínimo para todos esses apps e jogos é que eles devem ser adaptados para o uso do novo controle touch com suporte a Siri. Craig Federighi disse que o tvOS é 95% baseado no iOS com a interface e suas APIs modificadas para suportarem telas maiores
Sobre o lançamento, houve vários problemas inesperados que incluíram a incompatibilidade do app Remote do iOS e watchOS, pouca descoberta de aplicativos na loja e a Amazon deixando de vender a Apple TV na sua loja online.

## Interface
A exibição do conteúdo do gadget segue a seguinte lista:
- Filmes (incluindo trailers, e filmes diretamente baixados da internet)
- Shows de TV;
- Música
- Podcast
- Configurações (Settings)
- Recursos
- Youtube
- Netflix

## Formatos suportados
A Apple TV suporta os seguintes formatos de áudio, vídeo e imagem
Áudio
- HE-AAC (V1)
- AAC (16–320 kbit/s)
- AAC protegido por FairPlay
- MP3 (16–320 kbit/s, ou VBR)
- Audible (formatos 2, 3, e 4)
- Apple Lossless
- AIFF
- WAV
- Dolby Digital (5.1 surround sound pass-through) (conhecido como AC-3)

Vídeo
- H.264
- MPEG-4
- Motion JPEG

Imagem
- JPEG
- GIF
- TIFF

## Recursos
A Apple TV permite que seus usuários tenham acesso ao streaming de vídeos, músicas e podcasts, bem como ao download de aplicativos e jogos da tvOS App Store. A três primeiras gerações ofereciam conteúdos limitados que a Apple havia selecionado para funcionar com a Apple TV. Esses, no entanto, foram descontinuado para dar lugar à quarta geração do dispositivo, que traz um sistema operacional baseado no iOS, o qual possibilita aos desenvolvedores criar aplicativos próprios para a interface da Apple TV.